# Левиц, Пол
Пол Левиц (англ. Paul Levitz; род. 21 октября 1956) — американский писатель комиксов.

## Ранние годы
Левиц рос в Бруклине (Нью-Йорк). Он вёл журнал The Comic Reader. Одним из учителей Пола был Фрэнк Маккорт.

## Личная жизнь
У Левица трое детей: Николь, Филипп и Гаррет.
Пол называл выпуск All-Star Comics с участием Общества Справедливости Америки своим любимым. Среди его любимых писателей: Роджер Желязны, Джон Рональд Руэл Толкин, Дэвид Маккалоу и Агата Кристи.

## Награды и признание
Левиц получал такие премии, как Inkpot Award (2002), Bob Clampett Humanitarian Award (2008) и Dick Giordano Hero Initiative Humanitarian of the Year Award (2013). Помимо этого, он попал в Зал славы комиксов Уилла Айснера в 2019 году.

## Работы

### Dark Horse
- Unfinished Business OGN (2021)

### DC Comics
- Action Comics: 80 Years of Superman (2018)
- Adventure Comics (Aquaman) #437, 441—448, (Elongated Man) #459, (Justice Society of America) #461-466 (Starman) #467-478 (1975—1980)
- Adventure Comics vol. 2 #515-529 (2010—2011)
- All New Atom #23 (2008)
- All-New Collectors' Edition (Superboy and the Legion of Super-Heroes) #C-55 (1978)
- All Star Comics #59, 62-74 (1976—1978)
- Batman #350 (1982)
- Batman Black and White #2 (1996)
- Batman Family (Huntress) #18-20 (1978)
- Batman: Gotham Knights (Batman Black and White) #5 (2000)
- Convergence: Aquaman #2 (Doctor Fate) (2015)
- Convergence: Worlds' Finest #1-2 (2015)
- Cosmic Boy #1-4 (1986—1987)
- Darkseid Special #1 (OMAC) (2017)
- DC Challenge #4 (1986)
- DC Comics Presents #5-7, 13-14, 25, 36, 42-43, 59 (1979—1983)
- DC Comics Presents: Superman #1 (2004)
- DC Special #28-29 (1977)
- DC Special Series #1, 8, 10, 12, 21 (1977—1980)
- DC Super Stars #17
- Detective Comics #517-518 (1982)
- Doctor Fate #1-18 (2015—2016)
- Earth 2 #15.1 (2013)
- Ghosts #103, 110 (1981—1982)
- Heroes Against Hunger #1 (две страницы) (1986)
- House of Mystery #251 (1977)
- Huntress vol. 3 #1-6 (2011—2012)
- Joe Kubert Presents #5 (2013)
- JSA #82-87 (2006)
- Justice League of America #147-148 (1977)
- Kamandi, The Last Boy on Earth #40, 44 (1976)
- Kamandi Challenge #12 (2018)
- Karate Kid #1 (1976)
- Legends of the DC Universe 80-Page Giant #2 (2000)
- Legion of Substitute Heroes Special #1 (1985)
- Legion of Super-Heroes vol. 2 #281-282, 284—313, Annual #1-3 (1981—1984)
- Legion of Super-Heroes vol. 3 #1-63, Annual #1-4 (1984—1989)
- Legion of Super-Heroes vol. 4 #100 (back-up story) (1998)
- Legion of Super-Heroes vol. 6 #1-16 (2010—2011)
- Legion of Super-Heroes vol. 7 #1-23, #0 (2011—2013)
- Legion: Secret Origin #1-6 (2011—2012)
- Mystery in Space #114 (1980)
- The New Teen Titans #28-33 (1987)
- Phantom Stranger #37-41 (1975—1976)
- The Saga of the Swamp Thing (Phantom Stranger) #11 (1983)
- Secret Origins vol. 2 (Shadow Lass) #8, (Phantom Stranger) #10, (Legion of Super-Heroes) #25 (1986—1988)
- Secret Origins vol. 3 #7 (Huntress), #9 (Supergirl) (2015)
- Showcase (Power Girl) #97-100 (1977—1978)
- Stalker #1-4 (1975—1976)
- Superboy and the Legion of Super-Heroes #225-226, 228—231, 233—237, 239—247, 250—251 (1977—1979)
- Superman #344 (1980)
- Superman/Batman #26, 72-75, Annual #4 (2006, 2010)
- The Superman Family (Lois Lane) #212-214 (1981—1982)
- Tales of Ghost Castle #1 (1975)
- Tales of the Legion of Super-Heroes #314-325 (1984—1985, 1987)
- Teen Titans #44 (1976)
- Time Warp #1-2 (1979—1980)
- Weird Mystery Tales #15-18 (1974—1975)
- Who’s Who in the Legion of Super-Heroes #1-7 (1988)
- Who’s Who: The Definitive Directory of the DC Universe #3, 14-26 (1985—1987)
- Who’s Who: Update '87 #1-5 (1987)
- Wonder Woman #255-258, 291—293, (Huntress) #271-287, 289—290, 294—296 (1979—1982)
- Worlds' Finest #1-31, #0, Annual #1 (2012—2015)
- Worlds' Finest: Futures End #1 (2014)

### Valiant
- Visitor #1-6 (2019—2021)